# أن تكون جون مالكوفيتش
أن تكون جون مالكوفيتش (بالإنجليزية: Being John Malkovich)‏ هو فيلم كوميدي تم إنتاجه في الولايات المتحدة وصدر في سنة 1999. الفيلم من كتابة تشارلي كوفمان.

## بطولة
- جون كيوزاك
- كاميرون دياز
- كاثرين كينر
- جون مالكوفيتش

## الميزانية والإيرادات
بلغت تكلفة إنتاج الفيلم حوالي 13 مليون دولار بينما حقق أرباحا تقدر بـ 32,382,381 دولار.

## وصلات خارجية
- أن تكون جون مالكوفيتش على موقع IMDb (الإنجليزية)
- أن تكون جون مالكوفيتش على موقع ميتاكريتيك (الإنجليزية)
- أن تكون جون مالكوفيتش على موقع الموسوعة البريطانية (الإنجليزية)
- أن تكون جون مالكوفيتش على موقع روتن توميتوز (الإنجليزية)
- أن تكون جون مالكوفيتش على موقع نتفليكس (الإنجليزية)
- أن تكون جون مالكوفيتش على موقع قاعدة بيانات الأفلام العربية
- أن تكون جون مالكوفيتش على موقع ألو سيني (الفرنسية)
- أن تكون جون مالكوفيتش على موقع Turner Classic Movies (الإنجليزية)
- أن تكون جون مالكوفيتش على موقع أول موفي (الإنجليزية)
- أن تكون جون مالكوفيتش على موقع بوكس أوفيس موجو (الإنجليزية)

1. ↑  مذكور في: Metzler Film Lexikon. قسم أو آية أو فقرة أو بند: Being John Malkovich. الصفحة: 58. المُؤَلِّف: Jan Distelmeyer. لغة العمل أو لغة الاسم: الألمانية.
2. ↑  وصلة مرجع: http://www.imdb.com/title/tt0120601/. الوصول: 8 أبريل 2016.
3. ↑  وصلة مرجع: http://www.the-numbers.com/movie/Being-John-Malkovich. الوصول: 8 أبريل 2016.
4. ↑  وصلة مرجع: http://stopklatka.pl/film/byc-jak-john-malkovich. الوصول: 8 أبريل 2016.